# Gunnar Utterberg
Gunnar Utterberg (Jönköping, 28 november 1942 - Mölltorp, 12 september 2021) was een Zweeds kanovaarder.
Utterberg won in 1964 olympisch goud op de K-2 samen met Sven-Olov Sjödelius.
Hij werd 78 jaar oud.

## Belangrijkste resultaten

### Olympische Zomerspelen
| Editie | Plaats      | Resultaten             |
| ------ | ----------- | ---------------------- |
| 1964   | Tokio       | K-2 1000m 5e K-4 1000m |
| 1968   | Mexico-stad | 5e K-2 1000m           |
| 1972   | München     | 8e K-2 1000m           |

1936: Alfons Dorfner & Adolf Kainz ·
1948: Hans Berglund & Lennart Klingström ·
1952: Yrjö Hietanen & Kurt Wires ·
1956: Meinrad Miltenberger & Michel Scheuer ·
1960: Gert Fredriksson & Sven-Olov Sjödelius ·
1964: Sven-Olov Sjödelius & Gunnar Utterberg ·
1968: Vladimir Morozov & Aleksandr Sjaparenko ·
1972: Nikolai Gorbatsjov & Viktor Kratasjoek ·
1976: Sergej Nagorny & Vladimir Romanovski ·
1980: Vladimir Parfenovitsj & Sergej Tsjoechrai ·
1984: Hugh Fisher & Alwyn Morris ·
1988: Greg Barton & Norman Bellingham ·
1992: Kay Bluhm & Torsten Gutsche ·
1996: Antonio Rossi & Daniele Scarpa ·
2000: Beniamino Bonomi & Antonio Rossi ·
2004: Henrik Nilsson & Markus Oscarsson ·
2008: Martin Hollstein & Andreas Ihle ·
2012: Rudolf Dombi & Roland Kökény ·
2016: Marcus Groß & Max Rendschmidt ·
2020: Thomas Green & Jean van der Westhuyzen